# Иши, Эрика
Эрика Иши (англ. Erika Ishii; род. 7 марта 1987, Лос-Анджелес, Калифорния) — американская актриса озвучивания и ведущая японского происхождения. Озвучила множество персонажей видеоигр, из которых примечательны Валькирия из игры Apex Legends, её  персонажи в ролевых веб-сериалах L.A. by Night и Dimension 20, а также главная роль в выходящей в 2025 году консольной видеоигре Ghost of Yotei.

## Карьера
Первой ролью Эрики стало появлением в американском ситкоме «Полный дом».
В интервью для Bungie актриса поделилась, что играя в The Last of Us она вдохновилась на решение начать карьеру актрисы озвучивания.
Уже к концу 2010-х, Эрика озвучила персонажей множества видеоигр, включая The Last of Us Part II в 2020 году. Отыгрывая роль, Иши старается внести в персонажей частицу себя, а именно, своё стремление свободно выражать мнение, чувства и взгляды «ко всем людям».
В сентябре 2024 года стало известно, что Эрика Иши стала исполнительницей главной роли Ghost of Yotei, продолжении Ghost of Tshushima.

## Личная жизнь
Иши  открыто идентифицирует себя как квир, бисексуал или пансексуал,  и как гендерфлюид.  Она открыто высказывается против трансфобии и собирает средства для благотворительных организаций, поддерживающих ЛГБТ, таких как The Trevor Project.